# Habitatge al carrer Fira de Sant Isidre, 5 (Amer)
L'Habitatge al carrer Fira de Sant Isidre, 5 és una obra d'Amer (Selva) inclosa a l'Inventari del Patrimoni Arquitectònic de Catalunya.

## Descripció
Immoble de dues plantes, entre mitgeres, cobert amb una teulada a dues aigües de vessants a façana. Està ubicat a l'esquerre del carrer Fira de Sant Isidre.
La planta baixa consta de quatre obertures irrellevants, que no han rebut cap tractament singular a destacar.
En el primer pis trobem tres obertures irrellevants, complementades amb una gran balconada de ferro forjat, que ocupa gran part de l'espai físic de la façana. Tot i que la barana presenta una ornamentació de caràcter vegetal, es tracta d'un treball bastant auster i sobri i mancat de gràcia compositiva.
La façana posterior de l'immoble, que dona al carrer Fira dels Reis, a diferència de la façana principal, consta de tres plantes i s'adapta físicament al desnivell del carrer.
En la planta baixa trobem dues grans obertures quadrangulars que actuen com a garatges.
El primer pis consta de dues obertures rectangulars, equipades amb llinda monolítica, muntants de pedra i ampit treballat. Difereixen únicament en la funcionalitat i la mida. I és que la de la dreta més petita, està projectada com a finestra, mentre que la de l'esquerra, de majors dimensions, amb un petit ampit de ferro forjat, és projectada com a balconada.
En el segon pis trobem tres obertures irrellevants.
Tanca la façana en la part superior, un ràfec prominent format per cinc fileres: la primera de rajola plana, la segona de rajola en punta de diamant, la tercera de rajola plana, i la quarta i cinquena de teula.